# Sawinka (obwód wołgogradzki)
Sawinka (ros. Савинка) – wieś w Rosji, w obwodzie wołgogradzkim, w rejonie pałłasowskim. W 2010 liczyła 3428 mieszkańców.

## Urodzeni
- Piotr Dranko – radziecki lotnik wojskowy, pułkownik, Bohater Związku Radzieckiego